# Carnival Cruise Line
Carnival Cruise Line é uma companhia de navegação norte-americana sediada em Doral, um subúrbio de Miami, Flórida.

## História
Especializada em cruzeiros marítimos, foi fundada em 1972 por Ted Arison, atualmente é uma das divisões da Carnival Corporation & plc. A companhia possui a maior frota do grupo com 24 navios em operação, o equivalente a 21% do mercado de cruzeiros em todo o mundo.